# Ivica Buljan
Ivica Buljan (Sinj, 1965) je hrvatski pozorišni reditelj.

## Spoljašnje veze
- Zvanična stranica